# 周黑鸭

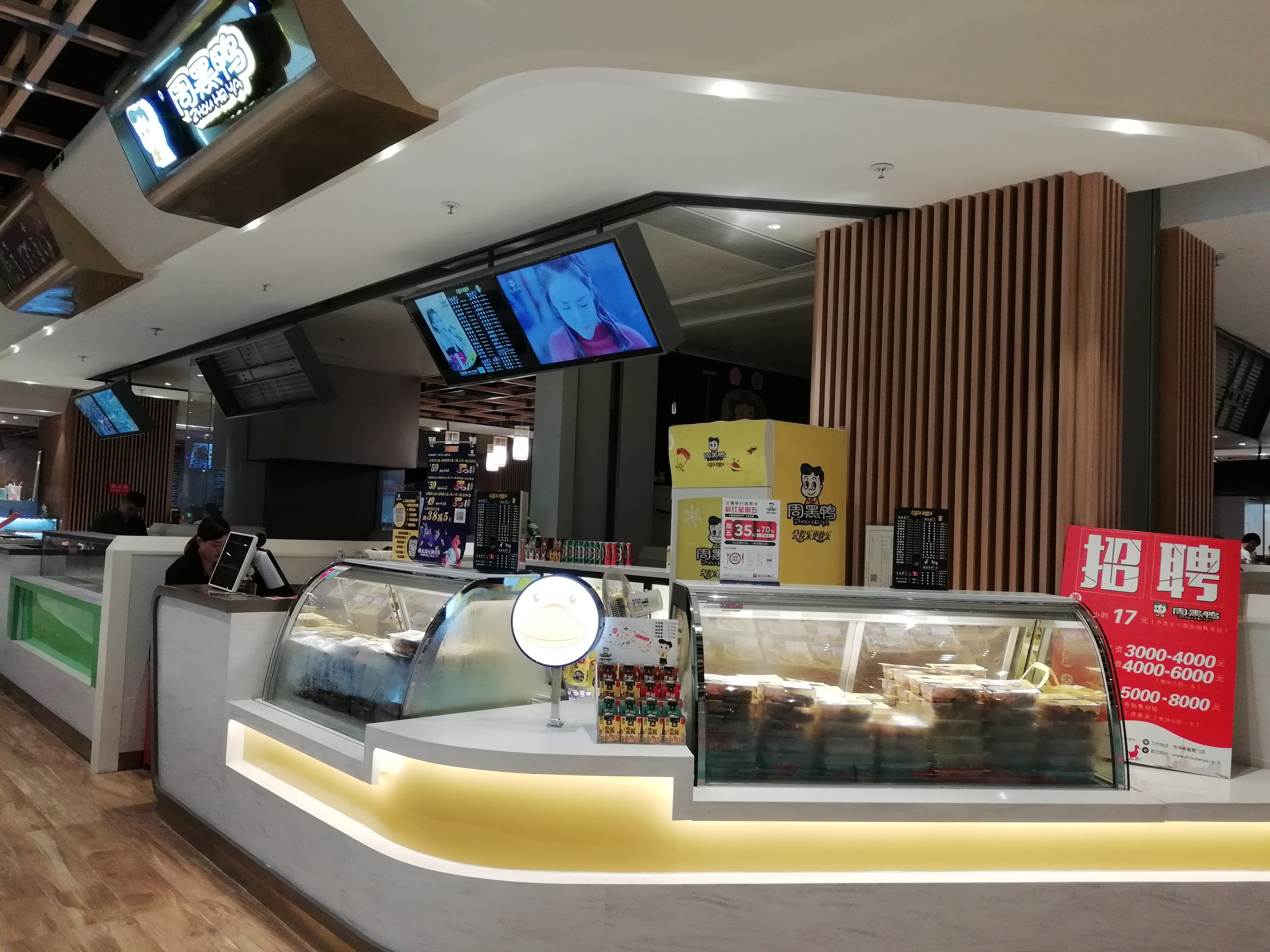
周黑鸭设在苏州工业园区苏州中心地下一楼的专柜

湖北周黑鸭食品有限公司（简称周黑鸭，港交所：1458），是一家位于武汉市的食品加工企业，注册地开曼群岛，董事长周富裕。其主要竞争对手是绝味鸭脖和煌上煌。

## 历史
1995年成立于湖北武汉，1997年以“周记怪味鸭”之名开始零售，2005年申请注册“周黑鸭”商标，2006年注册公司，主要产品为使用“周黑鸭”品牌的鸭肉加工食品，目前在武汉及湖北省内各地市，以及北京、天津、上海、广东、江苏、浙江、山东、湖南、江西、福建、安徽、河南、陕西、四川、重庆、河北等地有售。2011年，武汉地铁2号线江汉路站被“周黑鸭”冠名。2012年，“周黑鸭”被国家工商总局认定为“中国驰名商标”。
2016年11月，周黑鴨國際控股有限公司在香港進行公開招股，招股價介乎每股5.8至7.8港元，集資最多33.11億元，集資所得主要用於開發加工設施、物流及倉儲中心、新增自營門店數目及拓展海外市場。周黑鸭原本以直營店為主，後來开启特许经营模式。
2020年2月11日宣布因为新冠疫情“短暂关闭”1000家门店。

## 仿冒产品负面影响
市场上有很多周黑鸭的仿冒产品。2016年1月20日，在国家食品药品监督管理总局组织开展的“打击食品违法添加执法行动”中，安徽省宿州市周黑鸭宿蒙路口店、宿州市埇桥区慧鹏周黑鸭经营店检出含有罂粟壳成分，涉嫌违法，后周黑鸭公司发表声明，称该公司从未授权任何单位及个人在安徽省境内开设任何以“周黑鸭”商标为名称的门店或以“周黑鸭”为名的任何经营实体与经营行为，属于侵权。

## 冠名江汉路地铁站争议
武汉地铁2号线的江汉路站早在2011年12月就已将冠名权拍卖给周黑鸭公司，但当时并未引起广泛舆论关注，直到近一年后装修即将完成，有网友在新浪微博上发出一张“周黑鸭·江汉路站”的站牌时才引起轩然大波。很多人指责地铁集团拍卖冠名权的做法不妥；也有人指责周黑鸭只是小吃，冠名地铁拉低了档次；
但有评论认为，周黑鸭是武汉特产，让其冠名地铁站并无不妥，对乘客利益影响微乎其微，反而对推广武汉文化有帮助。2012年11月24日，所有2号线的冠名都已取消，包括周黑鸭冠名的江汉路站。

## 外部連結
- 周黑鴨國際控股有限公司（页面存档备份，存于）